# Ernesto Cesàro
Ernesto Cesàro (ur. 12 marca 1859 w Neapolu, zm. 12 września 1906 w Torre Annunziata) – włoski matematyk; zajmował się geometrią oraz analizą.